# 德國聯邦內政部

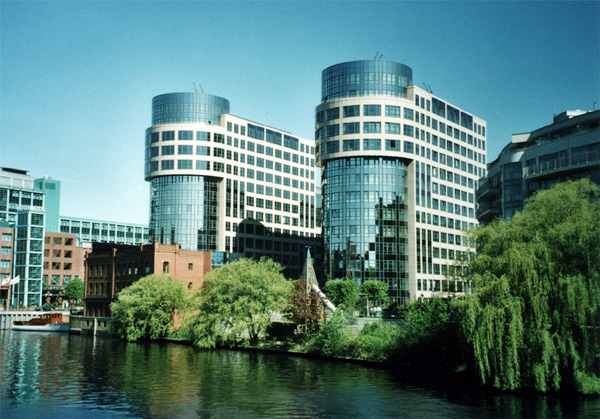
柏林總部

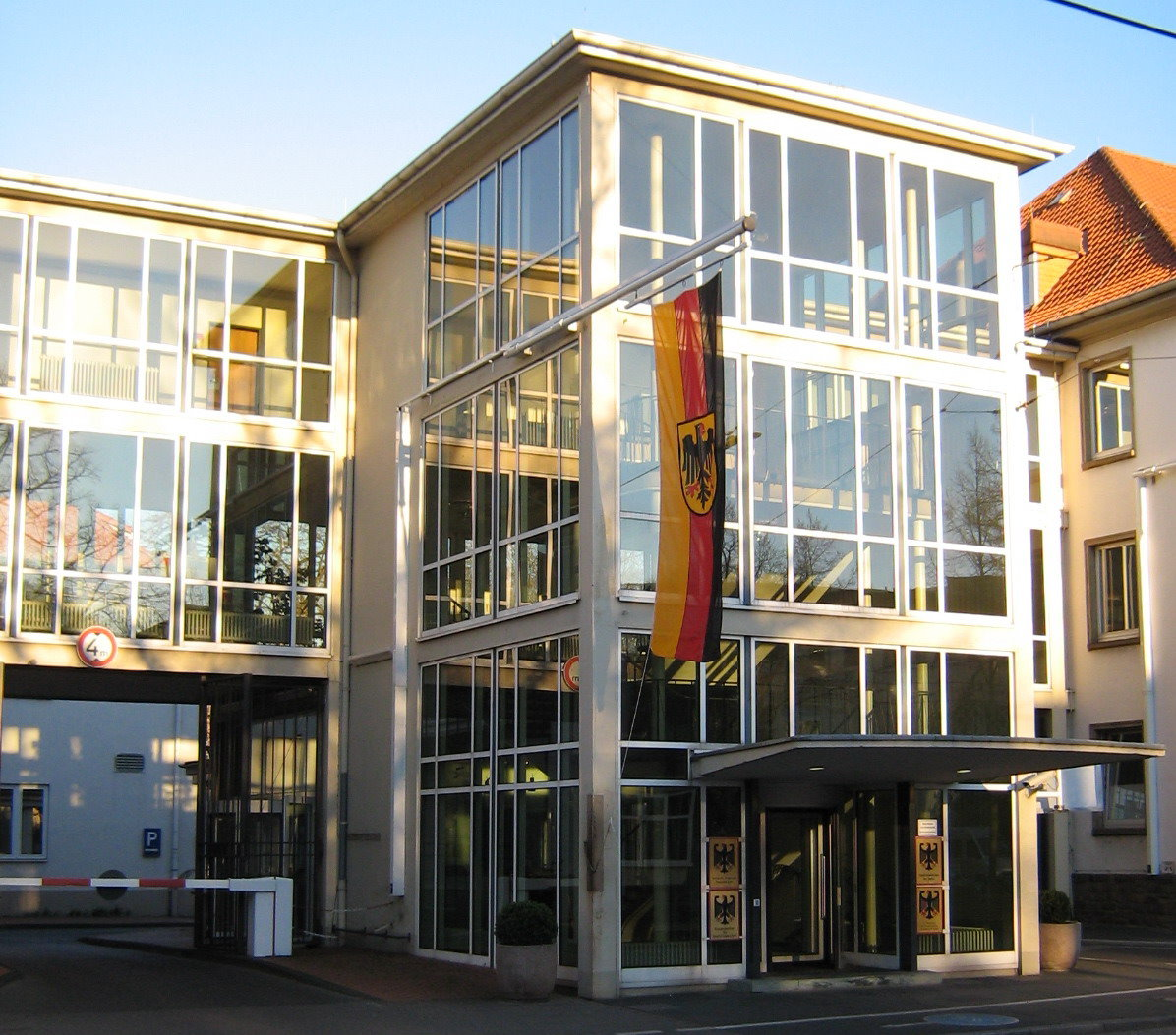
波恩辦公室

聯邦内政及国土部（德語：Bundesministerium des Innern und für Heimat，缩写为BMI）是德國聯邦政府的部會之一，主辦公室位於柏林，另在波恩設有第二辦公区。

## 职责
內政部的職責是維護國內安全與憲政秩序、保護公民、對抗災害與恐怖主義、難民、行政爭端以及體育，也起草所有護照、身分證、槍砲及炸藥的立法。內政部也是2004年所成立的聯合防恐中心總部，是所有參與反恐的警察單位及情報單位的知識分享及分析之場所。

## 组织机构

### 國務秘書
內政部長由兩名府會國務秘書（Parlamentarischer Staatssekretär）和兩名國務秘書（Staatssekretär）協助處理政務。兩名國務秘書中，一位監督「ÖS」、「B」、「KM」、「M」部門及歐盟事務。另一位則監督「Z」、「G」、「D」、「O」、「SP」、「V」部門及資訊主管辦公室、檔案保護。

### 内设机构
- 中央司（Zentralabteilung，Z）：確保內政部所轄之各部門與局處有足夠的人力、物資與資金可運用。
- 公共安全司（Öffentliche Sicherheit，ÖS）：下分警務、反恐、宪法保卫事務三大部門。
- 聯邦警察事务司（Bundespolizei，B）：負責指導與管理德國聯邦警察。
- 危機管理与公民保護司（Krisenmanagement und Bevölkerungsschutz，KM）：專職國家危機管理領域的政策事務。
- 移民、融合、難民与歐洲协调司（Migration; Integration; Flüchtlinge; Europäische Harmonisierung，M）：負責移民及社会融合等相關議題，包括外國居民及歐洲公民享有遷徙自由的立法、庇護法、移民融入德國社會、返回、和歐洲事务協調相關議題。
- 基本政策、歐洲与國際發展事务司（Grundsatzfragen; internationale Entwicklungen，G）：包括方案規畫、基本內部政策分析、內政部管理高層演講或談話的準備。
- 公共服務司（Öffentlicher Dienst，D）：公務人員相關事務。
- 行政現代化、行政組織司（Verwaltungsmodernisierung; Verwaltungsorganisation，O）：行政現代化與官僚制度重建。
- 體育司（Sport，SP）：体育運動相關事務。
- 公法、憲法及行政法事务司（Staatsrecht; Verfassungsrecht; Verwaltungsrecht，V）：主要負責憲法、（普通）行政法、歐洲法和國際法。

### 特殊機構
- 联邦平衡局（德语：Bundesausgleichsamt）（BAA）
- 联邦移民与难民局（BAMF）
- 联邦公共行政管理学院（BAköV）
- 联邦内政部采购局（德语：Beschaffungsamt des BMI）（BeschA）
- 联邦数据保护与信息自由专员（BfDI）
- 联邦宪法保卫局（BfV）
- 德国联邦警察（BPOL）
- 联邦人口研究所（德语：Bundesinstitut für Bevölkerungsforschung）（BiB）
- 联邦体育科学研究所（德语：Bundesinstitut für Sportwissenschaft）（BISp）
- 联邦刑事调查局（德语：Bundeskriminalamt (Deutschland)）（BKA）
- 联邦地理测绘局（德语：Bundesamt für Kartographie und Geodäsie）（BKG）
- 聯邦政治教育中心（德语：Bundeszentrale für politische Bildung）（BpB）
- 联邦信息安全办公室（BSI）
- 联邦行政管理局（德语：Bundesverwaltungsamt）（BVA）
- 联邦公民保护与灾害救助局（德语：Bundesamt für Bevölkerungsschutz und Katastrophenhilfe）（BBK）
- 联邦内政部保护委员会
- 联邦公共行政应用科学大学（FH Bund）
- 联邦政府信息技术协调和咨询局（KBSt）
- 联邦统计局（StBA）
- 联邦技术救援局（德语：Technisches Hilfswerk）（THW）
- 东德政党和群众组织资产独立调查委员会（UKPV）
- 联邦行政法院公益代表人（德语：Vertreter des Bundesinteresses beim Bundesverwaltungsgericht）（VBI）
- 联邦移民与少数民族事务专员（德语：Beauftragter der Bundesregierung für Aussiedlerfragen und nationale Minderheiten）
- 联邦安全机构与组织数字广播局（BDBOS）

## 外部連結
- 德国内政部官网 （页面存档备份，存于）